# Hoek van Holland
Pour les articles homonymes, voir Hoek.
 (novembre 2016).
Si vous disposez d'ouvrages ou d'articles de référence ou si vous connaissez des sites web de qualité traitant du thème abordé ici, merci de compléter l'article en donnant les références utiles à sa vérifiabilité et en les liant à la section « Notes et références ».
Hoek van Holland (littéralement en français Coin de Hollande) est une ville côtière de Hollande-Méridionale, située sur la rive nord du Nieuwe Waterweg à son embouchure sur la mer du Nord. Elle est également un arrondissement de la commune de Rotterdam, mais se trouve beaucoup plus à l'ouest que la ville.

## Géographie

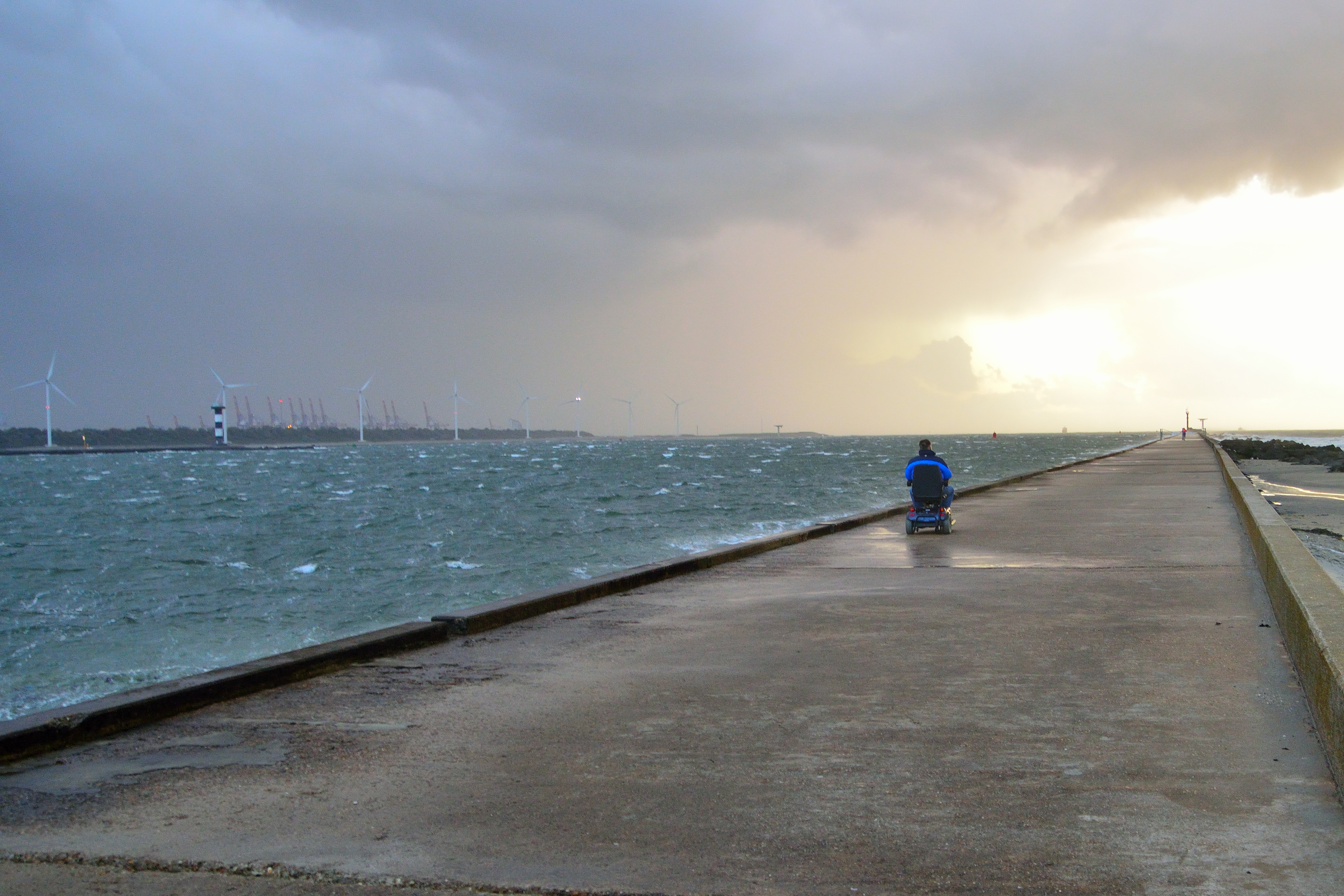
Femme handicapée s'approchant d'une tempête avec son fauteuil roulant électrique à Hoek van Holland. Septembre 2018.

L'endroit est bordé au nord-est par la commune de Westland, au sud-est par la commune de Maassluis et par la mer du Nord et le Nieuwe Waterweg. Hoek van Holland, souvent surnommé De Hoek (le coin), a 10 212 habitants au 1er janvier 2017 et une surface de 14,10 km2.

### Climat
| Mois                                  | jan.      | fév.       | mars      | avril     | mai       | juin      | jui.      | août      | sep.      | oct.      | nov.      | déc.       | année     |
| ------------------------------------- | --------- | ---------- | --------- | --------- | --------- | --------- | --------- | --------- | --------- | --------- | --------- | ---------- | --------- |
| Température minimale moyenne (°C)     | 2,5       | 2,3        | 4         | 6,3       | 9,6       | 12,4      | 14,8      | 14,9      | 12,6      | 9,3       | 6         | 3,3        | 8,2       |
| Température moyenne (°C)              | 4,5       | 4,7        | 7,1       | 10,2      | 13,4      | 16        | 18,3      | 18,6      | 16        | 12,3      | 8,2       | 5,3        | 11,2      |
| Température maximale moyenne (°C)     | 6,4       | 7,1        | 10,1      | 13,9      | 17,1      | 19,4      | 21,8      | 22,2      | 19,3      | 15        | 10,4      | 7,2        | 14,2      |
| Record de froid (°C) date du record   | −13 1997  | −12,3 1991 | −8,6 2005 | −2,5 1977 | 1,5 1979  | 5,1 1991  | 8,5 1980  | 8,4 2007  | 0,5 1979  | −2,1 1997 | −6 1998   | −11,5 1978 | −13 1997  |
| Record de chaleur (°C) date du record | 14,2 2014 | 18,7 2019  | 22,8 2017 | 28,7 2018 | 32,7 2017 | 33,8 2005 | 38,9 2019 | 34,8 2003 | 32,5 2016 | 25,9 2011 | 19,7 2018 | 15,6 2015  | 38,9 2019 |
| Ensoleillement (h)                    | 79,6      | 101,8      | 141,7     | 206,7     | 238       | 233,3     | 223,9     | 216,6     | 165,6     | 120,8     | 67,4      | 57,6       | 1 853     |
| Précipitations (mm)                   | 64,6      | 65,3       | 51,1      | 36,7      | 46,2      | 59,6      | 67,2      | 91,6      | 75,8      | 81,6      | 95,6      | 81,3       | 816,5     |
| Nombre de jours avec précipitations   | 12,3      | 11,3       | 9,7       | 8,4       | 9,4       | 9,5       | 10,3      | 10,7      | 10,7      | 12,2      | 14,6      | 14,7       | 132,8     |
| Humidité relative (%)                 | 84        | 82         | 80        | 76        | 75        | 75        | 76        | 77        | 78        | 80        | 84        | 83         | 79        |

| Diagramme climatique                                  |            |           |             |             |              |              |              |              |           |           |            |
| J                                                     | F          | M         | A           | M           | J            | J            | A            | S            | O         | N         | D          |
| 6,42,564,6                                            | 7,12,365,3 | 10,1451,1 | 13,96,336,7 | 17,19,646,2 | 19,412,459,6 | 21,814,867,2 | 22,214,991,6 | 19,312,675,8 | 159,381,6 | 10,4695,6 | 7,23,381,3 |
| Moyennes : • Temp. maxi et mini °C • Précipitation mm |            |           |             |             |              |              |              |              |           |           |            |

## Histoire
Hoek van Holland est à l'origine un banc de sable dans l'embouchure de la Meuse qui, depuis l'inondation de la Sainte-Élisabeth, s'ensable. Toutes sortes de projets ont été conçus pour améliorer la circulation fluviale vers Rotterdam. En 1863 il a été définitivement décidé la construction d'une nouvelle voie navigable, le Nieuwe Waterweg qui a été creusé entre 1866 et 1868. Le tracé traverse Hoek van Holland, il se trouvait une implantation primitive, le Oude Hoek (de nos jours le Zuidelijk Strandcentrum), où beaucoup d'employés du Rijkswaterstaat, le département public des voies navigables se sont établis. Hoek van Holland était au début une partie de la commune de 's-Gravenzande. Une tentative de former une commune indépendante ayant échoué, le 1er janvier 1914, Hoek van Holland a été joint à Rotterdam. Après la Première Guerre mondiale, Hoek van Holland devient une station balnéaire.

### Histoire militaire
Pour protéger l'embouchure de la Meuse et le port de Rotterdam, le « Pantserfort » est construit entre 1881 et 1889.
Après la Première Guerre mondiale, l'unité militaire appelée « corps du Pantserfort » est rattachée au régiment d'artillerie côtière. La 4e compagnie d'artillerie côtière s'installe dans le fort vers 1927. Avec la menace de la Seconde Guerre mondiale, la garnison du fort est renforcée.
Au début de la bataille de France qui inclut l'invasion des Pays-Bas et de la Belgique, le 13 mai 1940, le gouvernement De Geer tient dans le fort le dernier conseil du gouvernement des Pays-Bas avant son départ pour l'Angleterre. Le jour même la reine Wilhelmine et la famille royale quittent le fort à destination de l'Angleterre.

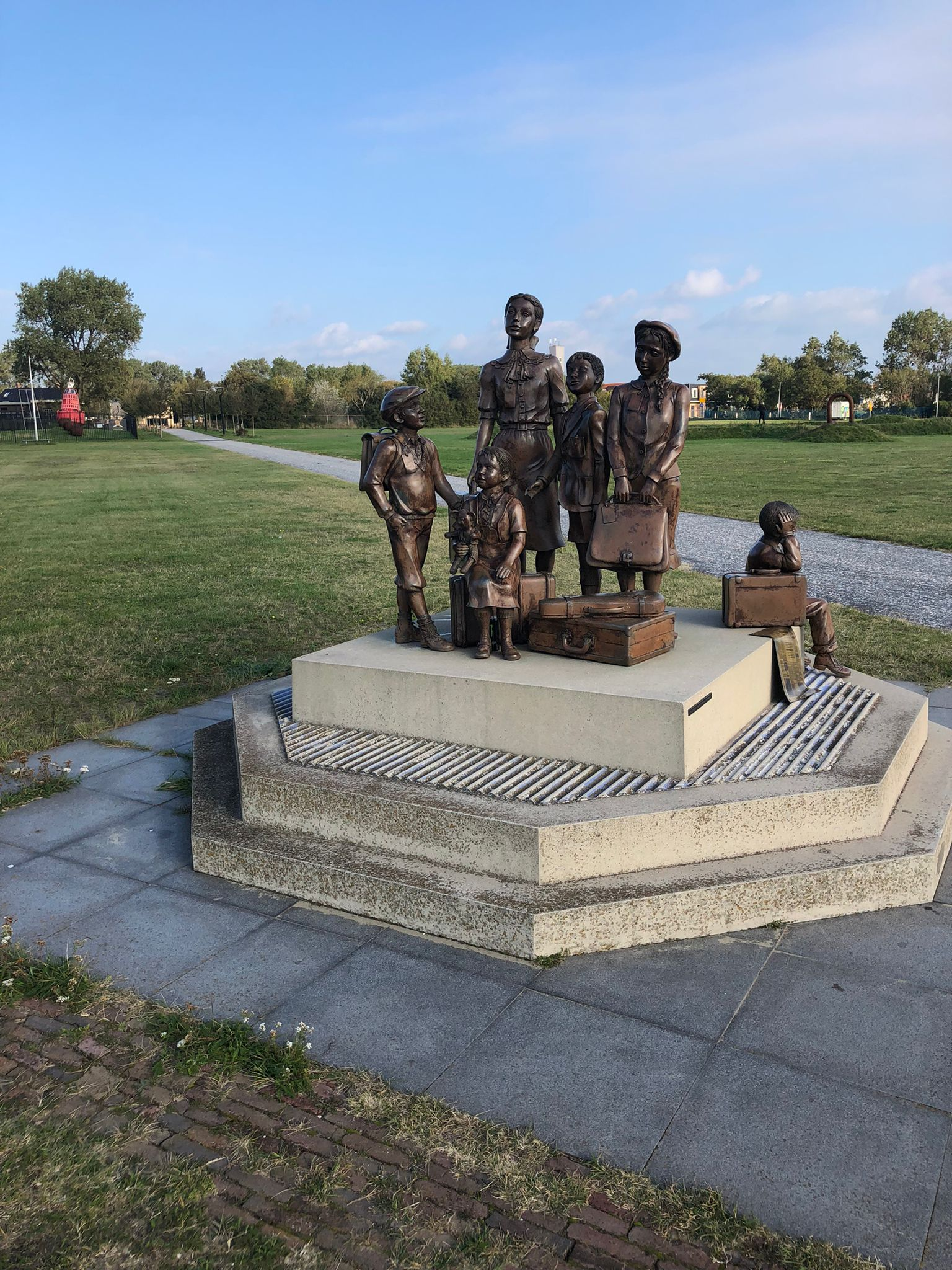
Kindertransporten commémorant les exfiltrations d'enfants juifs, organisées par « Tante Truus ».

La Seconde Guerre mondiale a laissé ses traces : la zone du bord de mer de Hoek van Holland avait été presque entièrement rasée par les Allemands pour l'édification d'un énorme complexe de bunkers, formant un élément du mur de l'Atlantique. Une centaine de bunkers défendaient les voies navigables qui mènent à Rotterdam. Le centre-ville de Hoek van Holland est cependant resté intact.
De nos jours, les bunkers sont généralement en bon état de conservation et peuvent être visités, notamment le Pantserfort.
Avant et pendant la Seconde Guerre mondiale, environ 10 000 enfants juifs sont sauvés des menaces nazies par Geertruida Wijsmuller-Meijer et son organisation. Beaucoup de ces enfants sont exfiltrés par bateau au départ de Hoek van Holland. Un monument commémorant ces transports, le Kindertransporten, y est inauguré le 30 novembre 2011, conçu par Frank Meisler, l'un des enfants sauvés par ces transports.

## Waterwegcentrum
Hoek van Holland a le projet ambitieux de devenir une station balnéaire quatre-saisons avec 15 000 habitants. Le plan de développement  Waterwegcentrum est le moyen d'y parvenir. Ce projet se fonde sur les attouts de Hoek van Holland qui sont son port et sa plage.

## Le service de ferry
Depuis 1893, un service de ferry avec l'Angleterre est en service, assurant la desserte des ports d'Harwich et de Killingholme. Le débarcadère se trouve près du centre-ville et de la gare Hoek van Holland Haven. Le terminal passagers est en lien direct avec la gare.
Ce service de ferry est exploité depuis 1989 par Stena Line. De 1948 jusqu'à 1989 le service de ferry est exploité par deux partenaires : le partenaire hollandais était le Stoomvaart Maatschappij Zeeland (SMZ), qui vient de Flessingue, et le partenaire anglais, British Rail.
La Stena Line a sa propre station de radio locale, nommée Ferry FM. Elle émet en ville sur la fréquence 105 MHz et sur internet. Cette radio est principalement destinée aux voyageurs de la Stena Line.

## Les Bonnen
Vu de Hoek van Holland en direction de Maassluis et coincé entre à l'est le Oranjekanaal, au sud le Nieuwe Waterweg et au nord le bois de Staelduinse, se trouve le domaine des Bonnen, dépendant de Hoek van Holland et comportant deux polders, les Lange Bonnen et les Korte Bonnen. En 1718, à la suite de la construction de la digue Bonnendijk, le Lange Bonnen a été poldérisé, le Korte Bonnen vient de l'endiguement et l'utilisation des digues le long de la Meuse.

## Oranjekanaal
L'Oranjekanaal (littéralement le canal Orange pour la maison d'Orange-Nassau) va de l'Oranjebinnensluis, familièrement l'Oranjesluis (écluse Orange), au Nieuwe Waterweg.

## Divers
Hoek van Holland a inspiré une chanson de The Nits parue sur l'album Tent de 1979 : Hook of Holland.
Elle est la ville de départ du sentier de grande randonnée 5 (GR5).
C'est à Hoek van Holland, que débute en décembre 1933 le grand voyage à pied en Europe de Patrick Leigh Fermor qui le conduit jusqu'à Istanbul. Il raconte son arrivée en ferry depuis Londres dans Le Temps des Offrandes.